# Liste des longs métrages palestiniens proposés à l'Oscar du meilleur film international
Cet article présente la liste des longs métrages palestiniens proposés à l'Oscar du meilleur film international.

## Films proposés par la Palestine
| Année (cérémonie) | Titre français                | Titre original                      | Réalisateur              | Résultat       |
| ----------------- | ----------------------------- | ----------------------------------- | ------------------------ | -------------- |
| 2004 (76e)        | Intervention divine           | يد إلهية                            | Elia Suleiman            | Non nommé      |
| 2005 (77e)        | La Cueillette des olives (ar) | موسم زيتون                          | Hanna Elias              | Non nommé      |
| 2006 (78e)        | Paradise Now                  | الجنّة الآن                          | Hany Abu-Assad           | Nommé          |
| 2009 (81e)        | Le Sel de la mer              | ملح هذا البحر                       | Annemarie Jacir          | Non nommé      |
| 2013 (85e)        | Quand je t'ai vu              | لما شفتك                            | Annemarie Jacir          | Non nommé      |
| 2014 (86e)        | Omar                          | عمر                                 | Hany Abu-Assad           | Nommé          |
| 2015 (87e)        | Les Yeux d'un voleur (ar)     | عيون الحراميه                       | Najwa Najjar (ar)        | Non nommé      |
| 2016 (88e)        | Les 18 Fugitives              | المطلوبون 18                        | Paul Cowan, Amer Shomali | Non nommé      |
| 2017 (89e)        | Le Chanteur de Gaza           | يا طير الطاير                       | Hany Abu-Assad           | Non nommé      |
| 2018 (90e)        | Wajib                         | واجب                                | Annemarie Jacir          | Non nommé      |
| 2019 (91e)        | La Chasse aux fantômes        | إصطياد اشباح                        | Raed Andoni (tr)         | Non nommé      |
| 2020 (92e)        | It Must Be Heaven             | إن شئت كما في السماء                | Elia Suleiman            | Non nommé      |
| 2021 (93e)        | Gaza mon amour                | غزة حبيبتي                          | Arab et Tarzan Nasser    | Non nommé      |
| 2022 (94e)        | Al-Gharīb (gl)                | الغريب                              | Ameer Fakher Eldin       | Non nommé      |
| 2023 (95e)        | Fièvre méditerranéenne        | حمى البحر المتوسط                   | Maha Haj                 | Non nommé      |
| 2024 (96e)        | Bye Bye Tibériade             | باي باي طبريا                       | Lina Soualem             | Non nommé      |
| 2025 (97e)        | From Ground Zero              | قصص غير محكية من غزة من المسافة صفر | Rashid Masharawi         | Préselectionné |